# Linea RER B

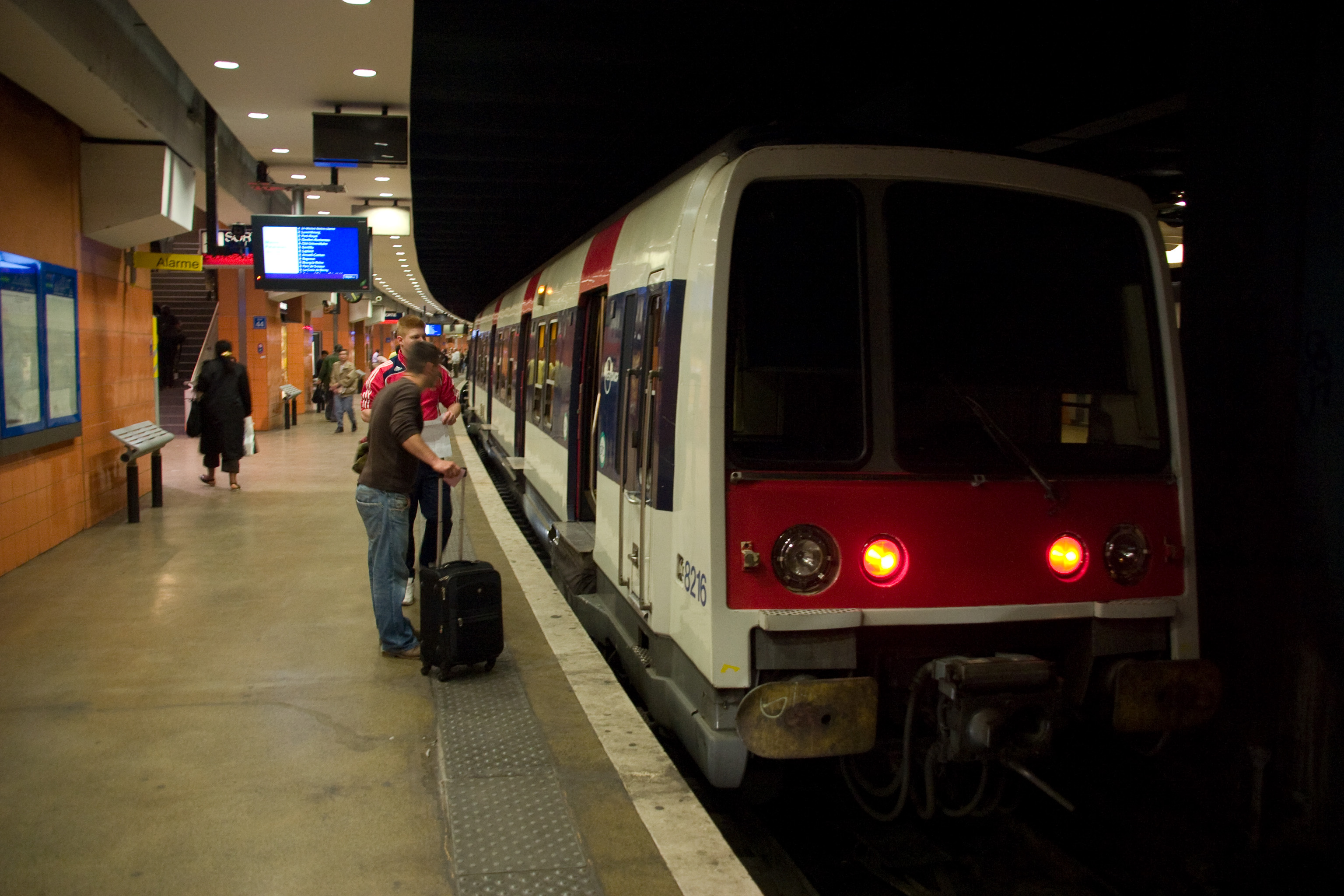
Un RER B alla stazione Gare du Nord

La linea RER B è una delle cinque reti del Réseau express régional (RER), uno dei due servizi ferroviari suburbani che servono la città di Parigi, in Francia. Viene gestita congiuntamente da RATP e da SNCF. Si sviluppa per 80 km attraverso 47 stazioni passando per 41 comuni e 8 dipartimenti. I passeggeri sono circa 900.000 al giorno

## Il percorso
Il percorso della linea attraversa l'agglomerazione parigina secondo un asse nord-sud con varie diramazioni. In dettaglio, la linea collega l'Aeroporto di Parigi-Roissy Charles-de-Gaulle (ramo B3) e Mitry-Claye (ramo B5) a nord-est, a Robinson (ramo B2) e Saint-Rémy-lès-Chevreuse (ramo B4) a sud, passando attraverso il cuore della capitale francese.

## Tracciato
Percorso geograficamente accurato della linea B